# 텐가
텐가(TENGA)는 일본의 남성용 자위기구 업체이다. 2016년 11월에는 대한민국에 지사를 설립하였다.